# Perdition City
Perdition City è il quinto album in studio del gruppo norvegese Ulver, pubblicato il 26 marzo 2000.

## Il disco
Continuando l'evoluzione iniziata col precedente EP Metamorphosis, gli Ulver si allontanano definitivamente dalle loro origini black metal e si addentrano nei territori della musica elettronica ed ambient.
Il disco, sottotitolato "Music to an interior film" ("musica per un film interiore"), mescola influenze che vanno dal jazz all'elettronica e rappresenta le impressioni di una città notturna: luci al neon, strade lucide di pioggia, palazzi illuminati.
Il gruppo stesso in una nota sul libretto del CD dichiara: "Questa musica è per le stazioni prima e dopo il sonno. Si raccomanda l'ascolto in cuffia al buio ("This music is for the stations before and after sleep. Headphones and darkness recommended").

## Tracce
1. Lost in Moments – 7:16
2. Porn Piece or The Scars of Cold Kisses – 7:08
3. Hallways of Always – 6:35
4. Tomorrow Never Knows – 7:59
5. The Future Sound of Music – 6:39
6. We Are the Dead – 3:41
7. Dead City Centres – 7:10
8. Catalept – 2:15
9. Nowhere/Catastrophe – 4:48

## Formazione

### Gruppo
- Kristoffer Rygg - voce
- Jørn H. Sværen - programming
- Tore Ylwizaker - batteria

### Altri musicisti
- Håvard Jørgensen - chitarra elettrica
- Bård Eithun - v-drums su "The Future Sound of Music"
- Ivar H. Johansen - batteria su "Nowhere/Catastrophe"
- Kåre J. Pedersen - batteria su "Porn Piece or the Scars of Cold Kisses"
- Rolf Erik Nystrøm - sassofono su "Lost in Moments" e "Dead City Centres"
- Øystein Moe - basso su "Lost in Moments"